# 태풍 시마론 (2018년)
태풍 시마론(Cimaron)은 2018년 8월 마리아나 제도와 일본에 최소한의 영향을 미친 태풍이었다. 시마론은 2018년 태평양 태풍 시즌의 23번째 저기압, 21번째 폭풍, 11번째 극심한 열대성 폭풍, 7번째 태풍으로 발전했다. 8월 16일 마셜 제도 부근의 열대성 저기압. 8월 18일에는 곧 열대폭풍 시마론(Tropical Storm Cimaron)이 되었다. 시마론은 8월 21일 태풍으로 점진적으로 강화되었고, 다음 날 급격히 최고 강도에 도달했다. 이후 시마론은 약화되어 8월 23일 1급 태풍으로 일본에 두 번 상륙했다. 시마론은 온대 저기압이 되어 8월 24일 소멸될 때까지 계속 약화되었다.
시마론은 마리아나 제도, 즉 사이판에 돌발 홍수를 가져왔다. 그 후 폭풍은 1등급 태풍으로 일본 남부를 강타하여 최소한의 구조적 피해와 함께 큰 여행 중단을 초래했다. 약 33명이 부상을 입었고 3명이 바다로 휩쓸려갔다. 일본의 농업 피해는 총 34억 1천만 엔(미화 3,060만 달러)에 달했다. 그러나 이러한 피해는 거의 2주 후인 태풍 제비로 인해 곧 무색해졌다.

## 같이 보기
- 태풍 제비 (2018년)